# Coppa Mitropa 1970-1971
La Coppa Mitropa 1970-1971 fu la trentunesima edizione del torneo e venne vinta dagli jugoslavi del Celik Zenica, al primo titolo.
Ognuna delle cinque nazioni aveva tre posti disponibili, cui si aggiungeva la detentrice.

## Partecipanti
| Nazione                   | Squadra                                       | Campionato | Note                          |
| ------------------------- | --------------------------------------------- | --- | ----------------------------- |
| Cecoslovacchia (bandiera) | Lokomotiva Kosice SK Slavia Praha Skoda Plzen | 6º campionato di Cecoslovacchia 1969-70 13º campionato di Cecoslovacchia 1969-70 1º campionato di Cecoslovacchia 2. liga - Skupina 1969-70 |                               |
| Italia (bandiera)         | Torino Lane Rossi Vicenza Catania             | 7º campionato d'Italia 1969-70 8º campionato d'Italia 1969-70 3º campionato d'Italia serie B 1969-70                                       |                               |
| Jugoslavia (bandiera)     | Maribor Celik Zenica Radnicki Kragujevac      | 10º campionato di Jugoslavia 1969-70 13º campionato di Jugoslavia 1969-70 15º campionato di Jugoslavia 1969-70                             |                               |
| Ungheria (bandiera)       | Vasas MTK Csepel Diósgyör                     | Qualificata come detentrice 4º campionato d'Ungheria 1970 6º campionato d'Ungheria 1970 8º campionato d'Ungheria 1970                      | 5º campionato d'Ungheria 1970 |
| Austria (bandiera)        | Linzer ASK SV Austria Salzburg Grazer AK      | 4º campionato d'Austria 1969-70 8º campionato d'Austria 1969-70 13º campionato d'Austria 1969-70                                           |                               |

## Torneo

### Ottavi di finale
Gare giocate dal 14 ottobre al 6 dicembre
| Squadra 1           | Totale      | Squadra 2                       | Andata | Ritorno |
| ------------------- | ----------- | ------------------------------- | ------ | ------- |
| Vasas               | 3 - 4       | SV Austria Salzburg             | 3 - 1  | 0 - 3   |
| Radnicki Kragujevac | 1 - 3       | Lane Rossi Vicenza              | 1 - 0  | 0 - 3   |
| Torino              | 2 - 3 (dts) | MTK                             | 1 - 1  | 1 - 2   |
| Linzer ASK          | 1 - 5       | Skoda Plzen                     | 1 - 1  | 0 - 4   |
| Grazer AK           | 3 - 3       | Maribor                         | 2 - 0  | 1 - 3   |
| SK Slavia Praha     | 0 - 2       | Csepel                          | 0 - 2  | 0 - 0   |
| Diósgyör            | 2 - 0       | Football Club Lokomotíva Košice | 2 - 0  | 0 - 0   |
| Celik Zenica        | 3 - 1       | Catania                         | 3 - 0  | 0 - 1   |

### Quarti di finale
| Squadra 1          | Totale | Squadra 2           | Andata | Ritorno |
| ------------------ | ------ | ------------------- | ------ | ------- |
| Grazer AK          | 1 - 2  | MTK                 | 0 - 0  | 1 - 2   |
| Csepel             | 1 - 1  | Skoda Plzen         | 0 - 0  | 1 - 1   |
| Diósgyör           | 2 - 4  | Celik Zenica        | 1 - 0  | 1 - 4   |
| Lane Rossi Vicenza | 4 - 5  | SV Austria Salzburg | 3 - 2  | 1 - 3   |

### Semifinali
| Squadra 1    | Totale | Squadra 2           | Andata | Ritorno |
| ------------ | ------ | ------------------- | ------ | ------- |
| Csepel       | 3 - 4  | SV Austria Salzburg | 2 - 0  | 1 - 4   |
| Celik Zenica | 2 - 1  | MTK                 | 1 - 0  | 1 - 1   |

### Finale
Gara giocata il 22 settembre a Gorizia
| Squadra 1    | Risultato | Squadra 2           |
| ------------ | --------- | ------------------- |
| Celik Zenica | 3 - 1     | SV Austria Salzburg |

## Classifica marcatori
|  | Gol | Marcatore      | Squadra             |
|  | --- | -------------- | ------------------- |
|  | 5   | Aloise Renich  | Celik Zenica        |
|  | 4   | Jiří Hoffmann  | Skoda Plzen         |
|  | 4   | Karl Ritter    | SV Austria Salzburg |
|  | 3   | Nicola Ciccolo | Lane Rossi Vicenza  |
|  | 3   | Heinz Libuda   | SV Austria Salzburg |
|  | 3   | Karl Kodat     | SV Austria Salzburg |